# Sérénade à trois
Pour plus de détails, voir Fiche technique et Distribution.
Sérénade à trois (Design for Living) est une comédie d'Ernst Lubitsch sortie en 1933. Le film est une adaptation de la pièce éponyme de Noël Coward jouée pour la première fois en 1932.

## Synopsis
Dans le train à destination de Paris, un auteur dramatique et un peintre tombent sous le charme d’une caricaturiste. Indécise, la jeune femme entame des relations platoniques avec ses deux soupirants. Mais les passions ne peuvent pas attendre.

## Fiche technique
- Titre : Sérénade à trois
- Titre original : Design for Living
- Réalisation : Ernst Lubitsch
- Scénario : Ben Hecht, adapté de la pièce éponyme de Noël Coward
- Images : Victor Milner
- Costumes : Travis Banton
- Production : Ernst Lubitsch pour Paramount Pictures
- Pays d'origine :  États-Unis
- Langue : anglais
- Format : noir & blanc
- Genre : comédie
- Durée : 91 minutes
- Dates de sortie : 
  - États-Unis :  29 décembre 1933[1]
  - France : 23 février 1934
- Affiche : René Péron (France)

## Distribution
- Fredric March : Thomas B. « Tom » Chambers
- Gary Cooper : George Curtis
- Miriam Hopkins : Gilda Farrell
- Edward Everett Horton : Max Plunkett
- Franklin Pangborn : M. Douglas, le producteur
- Isabel Jewell : la sténographe de Plunkett
- Jane Darwell : la gouvernante de Curtis
- Wyndham Standing : le majordome de Max

Acteurs non crédités
- Lionel Belmore : un spectateur au théâtre
- Nora Cecil : la secrétaire de Tom
- Émile Chautard : le contrôleur du train
- Mathilde Comont : la grosse dame
- Adrienne D'Ambricourt : la propriétaire du café
- Mary Gordon : la femme de chambre du théâtre
- Grace Hayle : la femme de l'escalier
- Armand Kaliz : M. Burton
- Rolfe Sedan : le vendeur de lits
- Vernon Steele : le premier directeur de Douglas

## Commentaires
Pour Gilles Deleuze, Sérénade à trois montre l'un des plus beaux indices de manque dans le cinéma de Lubistsch. En découvrant Tom vêtu d'un smoking au petit matin chez Gilda, George et le spectateur en concluent que Tom a passé la nuit avec Gilda. Cet indice d'un personnage trop bien habillé indique qu'il n'est pas possible pour ce dernier de ne pas avoir passé la nuit avec Gilda, moment d'intimité entre les deux amants qui n'a cependant pas été montré. Deleuze parle d'image-raisonnement. (Analyse sujette à caution, étant donné que le personnage de George ne réagit pas en voyant Tom en smoking, mais quand il voit que le petit déjeuner est servi. Quant aux spectateurs, ils n'ont rien à conclure puisqu'ils sont témoins de ce qui se passe entre Tom et Gilda).